# Picaflors de Mindanao
El picaflors de Mindanao (Dicaeum nigrilore) és un ocell de la família dels diceids (Dicaeidae).

## Hàbitat i distribució
Habita els boscos de les muntanyes de Mindanao, a les Illes Filipines.